# ミラソウFC
ミラソウFC (ポルトガル語: Mirassol Futebol Clube) は、ブラジル・サンパウロ州ミラソウをホームタウンとする、カンピオナート・ブラジレイロに加盟するプロサッカークラブ。

## 歴史
クラブは1925年11月9日にミラソウEC (Mirassol Esporte Clube) として創設された。
1960年、GRECミラソウ (Grêmio Recreação Esporte Cultura Mirassol) という別のクラブが同じ街に創設された。両クラブはカンピオナート・パウリスタ（サンパウロ州選手権）3部に参加し、1963年までライバル関係にあった。
1964年、ミラソウECとGRECミラソウは合併し、新しいクラブはミラソウAC (Mirassol Atlético Clube) と名付けられた。
1982年、ミラソウACは破産し、クラブはミラソウFC (Mirassol Futebol Clube) へと改名された。
1997年、ミラソウはカンピオナート・パウリスタ3部の決勝ステージにてウニオン・アグリーコラ・バルバレンセFC、オリンピアFC、ADサンカエターノを破り、初めてのタイトルを獲得した。
2007年、カンピオナート・パウリスタ2部の準決勝ステージにてグループ内2位に着け、それによりクラブ史上初めてカンピオナート・パウリスタ1部へと昇格した。
2024年、カンピオナート・ブラジレイロセリエBで2位で終了し、セリエAに昇格。創立100年目で初めて2025年をセリエAで戦うことが決まった。

## タイトル

### 国内タイトル
- カンピオナート・パウリスタ3部 : 1回
  - 1997

### 国際タイトル
なし

## スタジアム
ホームの試合は通常エスタジオ・ムニシパル・ジョゼ・マリア・ジ・カンポス・マイアで行う。最大収容人数は15,000人。

## 歴代監督
- シャムスカ 1997, 2002

## 歴代所属選手

### MF
- マルコス 1998
- マウリシオ 1999-2000
- マルセロ・マットス 1999-2001
- ロドリゴ・ポセボン 2013-

### FW
- レアンドロ・ロドリゲス 2000
- ワグネル 2001
- ジェイウソン 2002-2003
- アディ・ロチャ 2007
- フィナージ 2009
- リンス 2010
- レイナルド 2011